# Sint Jansklooster

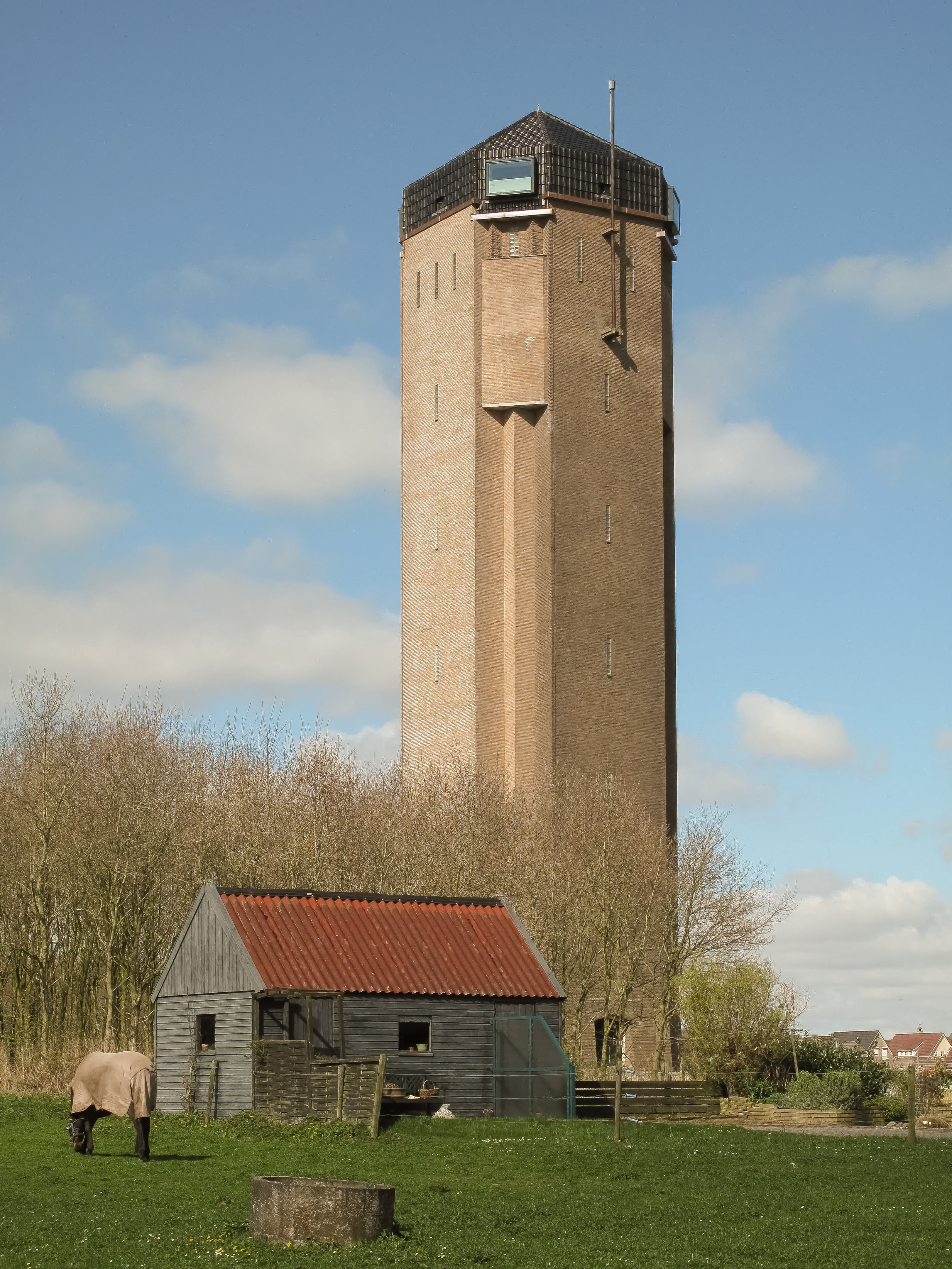
Sint Jansklooster, château d'eau

Sint Jansklooster est un village dans la commune néerlandaise de Steenwijkerland, dans la province d'Overijssel. Le 1er janvier 2006, le village comptait 1 190 habitants.